# Atletica leggera alla XXX Universiade - 400 metri piani femminili
La specialità dei 400 metri piani femminili alla Universiade di Napoli 2019 si è svolta tra l'8 ed il 10 luglio 2019.

## Podio
| Oro     | Paola Morán Messico       |
| Argento | Leni Shida Uganda         |
| Bronzo  | Amandine Brossier Francia |

## Risultati

### Batterie
Passano in semifinale le prime quattro atlete di ogni batteria (Q) e le quattro atlete con i migliori tempi tra le escluse (q).
| Posizione | Batteria | Nome                     | Nazione        | Tempo   | Note                                     |
| --------- | -------- | ------------------------ | -------------- | ------- | ---------------------------------------- |
| 1         | 2        | Leni Shida               | Uganda         | 52.24   | Q                                        |
| 2         | 5        | Paola Morán              | Messico        | 52.82   | Q                                        |
| 3         | 3        | Maddy Price              | Canada         | 52.90   | Q                                        |
| 4         | 1        | Cátia Azevedo            | Portogallo     | 53.05   | Q                                        |
| 5         | 5        | Gabriella O'Grady        | Australia      | 53.07   | Q                                        |
| 6         | 3        | Amandine Brossier        | Francia        | 53.12   | Q                                        |
| 7         | 5        | Kateryna Klymiuk         | Ucraina        | 53.14   | Q,                                       |
| 8         | 4        | Tetiana Melnyk           | Ucraina        | 53.17   | Q                                        |
| 9         | 1        | Evelin Nádházy           | Ungheria       | 53.30   | Q,                                       |
| 10        | 4        | Zoe Sherar               | Canada         | 53.38   | Q                                        |
| 11        | 5        | Laura de Witte           | Paesi Bassi    | 53.77   | Q                                        |
| 12        | 1        | Elina Mikhina            | Kazakistan     | 53.89   | Q                                        |
| 13        | 4        | Virginia Troiani         | Italia         | 54.03   | Q                                        |
| 14        | 3        | Noelia Martínez          | Argentina      | 54.05   | Q                                        |
| 15        | 3        | Anna Dobek               | Polonia        | 54.12   | Q                                        |
| 16        | 5        | Kristina Dudek           | Croazia        | 54.43   | q                                        |
| 17        | 3        | Eva Hovenkamp            | Paesi Bassi    | 54.55   | q,                                       |
| 18        | 1        | Mariola Karaś            | Polonia        | 54.61   | Q                                        |
| 19        | 2        | Rosa Cook                | Messico        | 54.68   | Q                                        |
| 20        | 2        | Cliodhna Manning         | Irlanda        | 54.76   | Q                                        |
| 21        | 1        | Erika Krūminaitė         | Lituania       | 54.93   | q,                                       |
| 22        | 4        | Sara Dorthea Jensen      | Norvegia       | 55.05   | Q                                        |
| 23        | 2        | Derya Yıldırım           | Turchia        | 55.10   | Q                                        |
| 24        | 3        | Nafy Mane                | Senegal        | 55.17   | q                                        |
| 25        | 4        | Rafiatu Nuhu             | Ghana          | 55.37   |                                          |
| 26        | 3        | Berfe Sancak             | Turchia        | 55.40   | Miglior prestazione personale stagionale |
| 27        | 2        | MacKenzie Kerr           | Stati Uniti    | 55.49   |                                          |
| 28        | 1        | Salomey Agyei            | Ghana          | 55.94   |                                          |
| 29        | 5        | Christin Bjelland Jensen | Norvegia       | 56.38   |                                          |
| 30        | 5        | Djamila Zine             | Algeria        | 56.43   |                                          |
| 31        | 4        | Omaya Muthumala          | Sri Lanka      | 56.73   | Miglior prestazione personale            |
| 32        | 2        | Poulette Cardoch         | Cile           | 57.59   |                                          |
| 33        | 3        | Ajda Lenardič            | Slovenia       | 57.79   |                                          |
| 34        | 1        | Rita Hajdini             | Kosovo         | 1:01.00 |                                          |
| 35        | 4        | Bertha Maseka            | Zambia         | 1:01.81 |                                          |
|           | 1        | Mariama Barry            | Guinea         | DNS     |                                          |
|           | 2        | Dahabo Zubeyr            | Somalia        | DNS     |                                          |
|           | 2        | Ambre Astrid Yelou       | Costa d'Avorio | DNS     |                                          |
|           | 4        | Imane Ennakhli           | Marocco        | DNS     |                                          |

### Semifinali
Passano in finale le prime due atlete di ogni batteria (Q) e le due atlete con i migliori tempi tra le escluse (q).
| Posizione | Batteria | Nome                | Nazione     | Tempo | Note                                     |
| --------- | -------- | ------------------- | ----------- | ----- | ---------------------------------------- |
| 1         | 2        | Leni Shida          | Uganda      | 51.59 | Q,                                       |
| 2         | 1        | Cátia Azevedo       | Portogallo  | 51.62 | Q,                                       |
| 3         | 3        | Paola Morán         | Messico     | 51.77 | Q                                        |
| 4         | 2        | Gabriella O'Grady   | Australia   | 51.87 | Q,                                       |
| 5         | 3        | Tetiana Melnyk      | Ucraina     | 51.95 | Q                                        |
| 6         | 2        | Kateryna Klymiuk    | Ucraina     | 51.97 | q                                        |
| 7         | 2        | Amandine Brossier   | Francia     | 52.17 | q                                        |
| 8         | 1        | Maddy Price         | Canada      | 52.23 | Q                                        |
| 9         | 3        | Elina Mikhina       | Kazakistan  | 52.41 | Miglior prestazione personale stagionale |
| 10        | 3        | Zoe Sherar          | Canada      | 52.49 |                                          |
| 11        | 1        | Evelin Nádházy      | Ungheria    | 52.68 | Miglior prestazione personale            |
| 12        | 3        | Noelia Martínez     | Argentina   | 53.55 |                                          |
| 13        | 3        | Anna Dobek          | Polonia     | 53.70 | Miglior prestazione personale            |
| 14        | 2        | Mariola Karaś       | Polonia     | 54.25 |                                          |
| 15        | 3        | Eva Hovenkamp       | Paesi Bassi | 54.27 | Miglior prestazione personale stagionale |
| 16        | 1        | Laura de Witte      | Paesi Bassi | 54.45 |                                          |
| 17        | 1        | Kristina Dudek      | Croazia     | 54.56 |                                          |
| 18        | 1        | Rosa Cook           | Messico     | 54.66 |                                          |
| 19        | 2        | Sara Dorthea Jensen | Norvegia    | 54.77 |                                          |
| 20        | 3        | Derya Yıldırım      | Turchia     | 54.85 |                                          |
| 21        | 1        | Erika Krūminaitė    | Lituania    | 55.01 | Miglior prestazione personale            |
| 22        | 2        | Nafy Mane           | Senegal     | 55.24 |                                          |
|           | 2        | Virginia Troiani    | Italia      | DQ    | R163.3a                                  |
|           | 1        | Cliodhna Manning    | Irlanda     | DNS   |                                          |

### Finale
| Pos. | Corsia | Nome              | Nazione    | Tempo | Note                          |
| ---- | ------ | ----------------- | ---------- | ----- | ----------------------------- |
|      | 5      | Paola Morán       | Messico    | 51"52 |                               |
|      | 6      | Leni Shida        | Uganda     | 51"64 |                               |
|      | 1      | Amandine Brossier | Francia    | 51"77 | Miglior prestazione personale |
| 4    | 8      | Tetiana Melnyk    | Ucraina    | 52"02 |                               |
| 5    | 4      | Cátia Azevedo     | Portogallo | 52"07 |                               |
| 6    | 7      | Maddy Price       | Canada     | 52"08 |                               |
| 7    | 3      | Gabriella O'Grady | Australia  | 52"27 |                               |
| 8    | 2      | Kateryna Klymiuk  | Ucraina    | 52"52 |                               |